# Krainerbij
De Krainer bij (Apis mellifera carnica), ook bekend onder de namen Carnioolse bij, Carnische bij, Carnica honingbij, grijze bij, carnicabij en Sloveense honingbij, is een ondersoort van de honingbij. De bij komt van oorsprong uit Slovenië en heeft zich vanuit daar verspreid over Oostenrijk, delen van Hongarije, Roemenië, Kroatië, Bosnië en Herzegovina en Servië. De bij komt van nature voor in de Sloveense regio Krain, het zuidelijke deel van de Oostenrijkse Alpen en het noordelijke deel van de Balkan. Na de Italiaanse bij is het de meest populaire bij onder imkers, onder andere vanwege zijn goede weerstand tegen insectenplagen en de vreedzame houding ten opzichte van de imkers. Hij kan alleen moeilijk tegen vochtige winters.